# 原臺南放送局
原臺南放送局是位於臺灣臺南市中西區的臺南市市定古蹟，原為台灣日治時期臺灣放送協會的六個放送局之一。現為臺南市南門電影書院，與臺灣府城大南門同屬南門公園的一部分。

## 沿革

### 日治時期
臺灣在日治時期的廣播事業由臺灣放送協會管理，設有五個廣播電臺與六個放送局。臺北放送局最早於昭和3年（1928年）開始播放，而最後設立的為昭和19年（1944年）才開始播放的花蓮放送局。臺南放送局則於昭和7年（1932年）落成於臺南市桶盤淺大南門遊園地內，其放送所與演奏所也位於此處，而中繼受信所則是位於台南市後甲的臺南高等工業學校內。台南放送局的放送事業於1932年4月1日開始，呼出符號為「JFBK」。在當時如果要收聽廣播，必須向臺灣放送協會提出收音機登記，並繳交月費。除了放送局外，有些城市的公園裡建有播音亭來公開廣播。

### 戰後至今
二次大戰後，臺南放送局由中國廣播公司接收，作為中國廣播公司臺南廣播電臺。1997年，中廣臺南臺遷出臺南放送局。2000年5月至2005年9月，臺南放送局為臺南市文化基金會的辦公處。2001年7月，臺南市政府指定臺南放送局為市定古蹟。2010年1月開始臺南放送局古蹟修復工程，2011年底完工。2012年7月，臺南市政府委託國立臺南藝術大學音像藝術學院於臺南放送局成立「臺南市南門電影書院」（Tainan Film Center），定期安排播放各式節目。

## 建築設計
原臺南放送局二樓北面長方形窗上方開有圓形小窗。該建築為臺灣建築進入現代主義的一個過渡期作品。其主入口朝向北邊，設有門廊，而在門廊之後便是玄關，於玄關兩側及二樓則是辦公空間與廣播空間。其建築材質為鋼筋混凝土，外牆則貼上了不同顏色的面磚。外觀並未像一般公共建築予以對稱處理，頗似一棟帶有現代元素的洋風住宅。
放送局門廊位於建築物中間，由兩根圓柱與兩根方壁柱支撐，屋簷部分則有托架承接出簷。主屋的一樓兩側開有長方形大窗，但窗角作成圓弧形；二樓東半部的東、北兩面開有長方形窗，而在大窗雨庇之上又開有圓形小窗，至於西半部的西、北兩面則開有八角形窗。而屋身部分則以東半部略為大些，屋頂也相對突出，四角攢尖，在尖頂之上還有裝飾。

## 外部連結
- 台南市政府觀光旅遊局——原臺南放送局Archive.today的存檔，存档日期2016-12-11